# Keyes (Califòrnia)
Keyes és una concentració de població designada pel cens dels Estats Units a l'estat de Califòrnia. Segons el cens del 2000 tenia 4.575 habitants.

## Demografia
Segons el cens del 2000, Keyes tenia 4.575 habitants, 1.391 habitatges, i 1.065 famílies. La densitat de població era de 615,5 habitants/km².
Dels 1.391 habitatges en un 43,4% hi vivien nens de menys de 18 anys, en un 55,1% hi vivien parelles casades, en un 16% dones solteres, i en un 23,4% no eren unitats familiars. En el 18,8% dels habitatges hi vivien persones soles el 8,3% de les quals corresponia a persones de 65 anys o més que vivien soles. El nombre mitjà de persones vivint en cada habitatge era de 3,29 i el nombre mitjà de persones que vivien en cada família era de 3,75.
Per edats la població es repartia de la següent manera: un 35,1% tenia menys de 18 anys, un 8,7% entre 18 i 24, un 29,4% entre 25 i 44, un 17,8% de 45 a 60 i un 9,1% 65 anys o més.
L'edat mediana era de 30 anys. Per cada 100 dones de 18 o més anys hi havia 94,8 homes.
La renda mediana per habitatge era de 31.734 $ i la renda mediana per família de 34.444 $. Els homes tenien una renda mediana de 29.787 $ mentre que les dones 20.625 $. La renda per capita de la població era d'11.865 $. Entorn del 19,5% de les famílies i el 21% de la població estaven per davall del llindar de pobresa.

## Poblacions més properes
El següent diagrama mostra les poblacions més properes.